# Amtsbezirk Eggenburg
Der Amtsbezirk Eggenburg ist eine ehemalige Verwaltungseinheit im Waldviertel in Niederösterreich.
Der Amtsbezirk war der Kreisbehörde in Krems an der Donau unterstellt und besorgte deren Amtsgeschäfte vor Ort. Die Zuständigkeit erstreckte sich neben Eggenburg auf die damaligen Gemeinden Kleinburgstall, Buttendorf, Engelsdorf, Etzmannsdorf, Gauderndorf, Gumping, Harmannsdorf, Kleinjetzelsdorf, Kainreith, Kattau, Kühnring, Maigen, Klein-Meiseldorf, Missingdorf, Obermixnitz, Untermixnitz, Rafing, Reinprechtspölla, Großreipersdorf, Röhrawiesen, Roggendorf, Sachsendorf, Burgschleinitz, Stockern, Theras, Unter-Walkenstein und Zogensdorf.
Der Amtsbezirk umfasste dabei 29 Gemeinden mit 8.333 Einwohnern (lt. Zählung von 1851).